# Спасо-Преображенский собор (Донецк)
Спасо-Преображенский собор — кафедральный православный храм в Донецке в честь Преображения Господня, главный храм Донецкой епархии Украинской православной церкви (Московский патриархат). Нынешнее здание построено в 1990-х — 2000-х годах по образцу одноимённой церкви, разрушенной в 1931 году.

## История разрушенного собора (1883—1931)
Возведение каменного храма в Юзовке началось осенью 1883 года на месте деревянной церкви. 2 ноября 1886 года храм был освящён. Он стал одним из интереснейших сооружений Юзовки, выдающимся произведением архитектуры не только Донбасса, но и всего Юга России.
На строительство жертвовали все жители Юзовки — кто сколько мог. Князь Ливен передал пять тысяч рублей, иконостас, стройматериалы на две тысячи рублей и 66 десятин земли. Пять тысяч рублей выделило Новороссийское общество каменно-угольного, железного, стального и рельсового производства. Купцы Лобасовы пожертвовали две тысячи рублей деньгами и утварь. Ещё три тысячи собрали жители города, в основном — торговцы. А заводские рабочие Новороссийского общества полгода отчисляли по копейке с каждого рубля заработка. Всего удалось собрать 17 тысяч рублей.
Первоначально храм построили по типовому проекту архитектора Константина Тона, утвержденному Святейшим Синодом ещё в 1830 году — однокупольный, кубической формы. Спустя несколько лет, благодаря новым пожертвованиям, были пристроены трапезная, колокольня, два боковых придела, два помещения для алтарей с юга и севера от главного алтаря, надстроены четыре купола. Храм обрёл завершенный вид. Колокольня стала самым высоким сооружением в Юзовке.
В 1896 году церковное братство Спасо-Преображенской церкви основало Братскую школу в Юзовке.
11 декабря 1930 года советские власти забрали из церкви колокола, позже разрушили колокольню, а в 1931 году взорвали храм якобы для произведения стройматериалов. 18 октября 1931 заместитель председателя Сталинского горисполкома написал такой документ: «Отзыв. Выдан взрывному технику Всеукраинского отделения Взрывоенпрома тов. Кондратьеву Я. И. в том, что порученные ему взрывные работы по взрыву собора г. Сталино производились им технически грамотно и вполне хорошо, результатом чего получено до 80 % годного стройматериала».

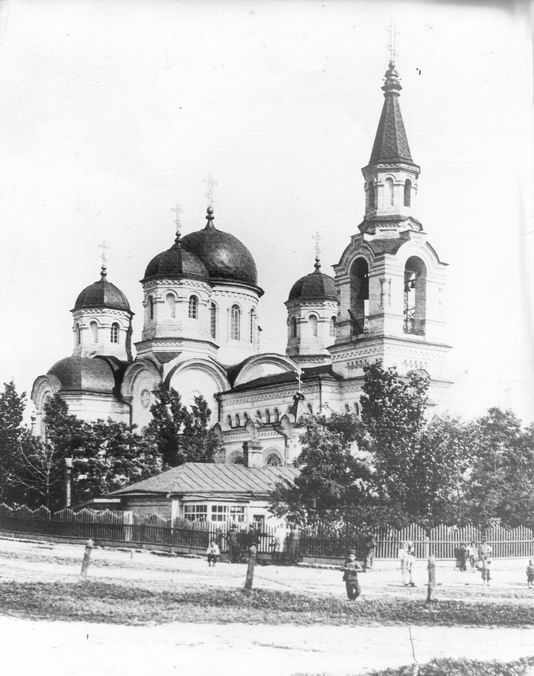
Храм в начале XX века
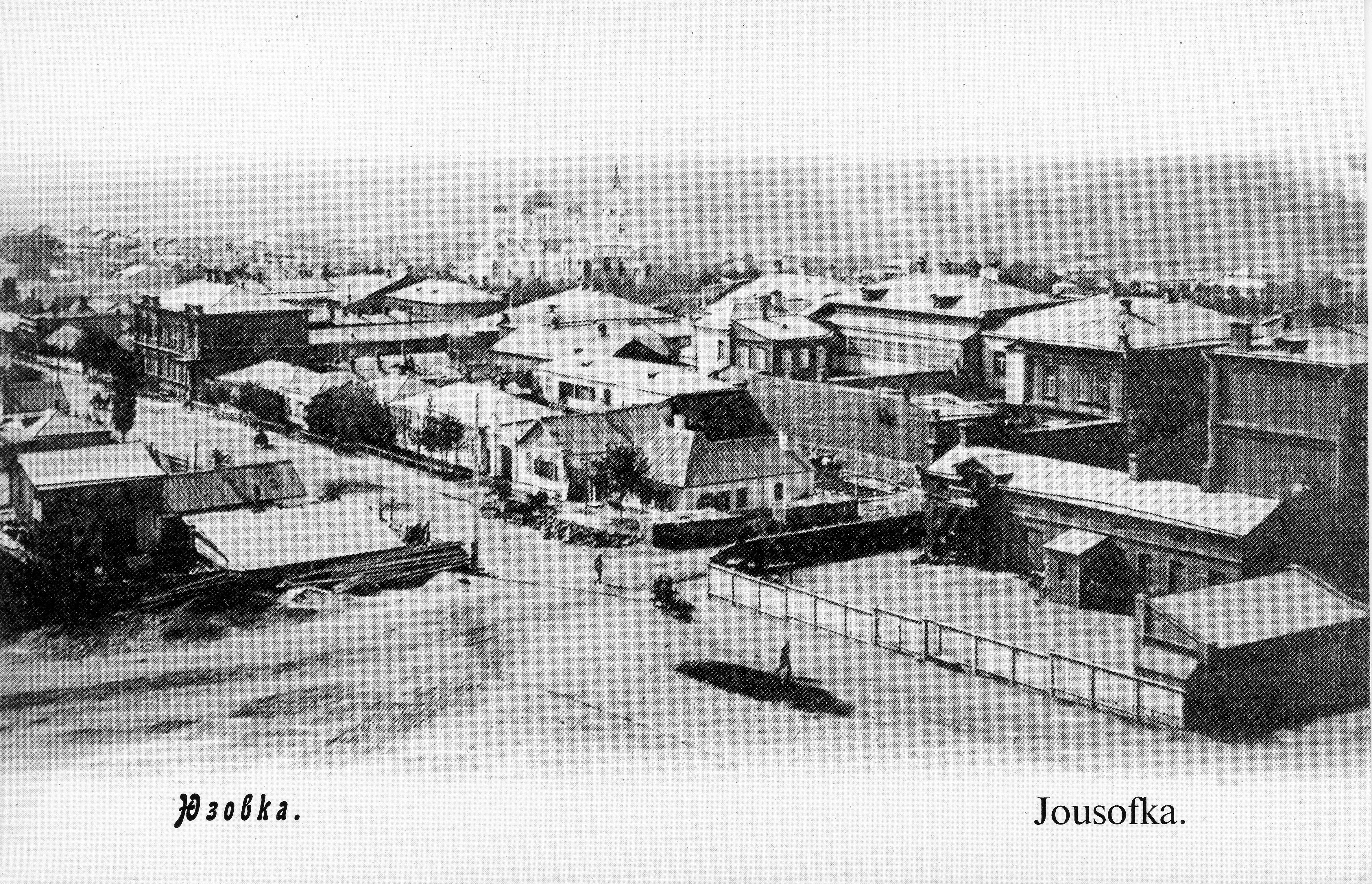
Вид на город и храм
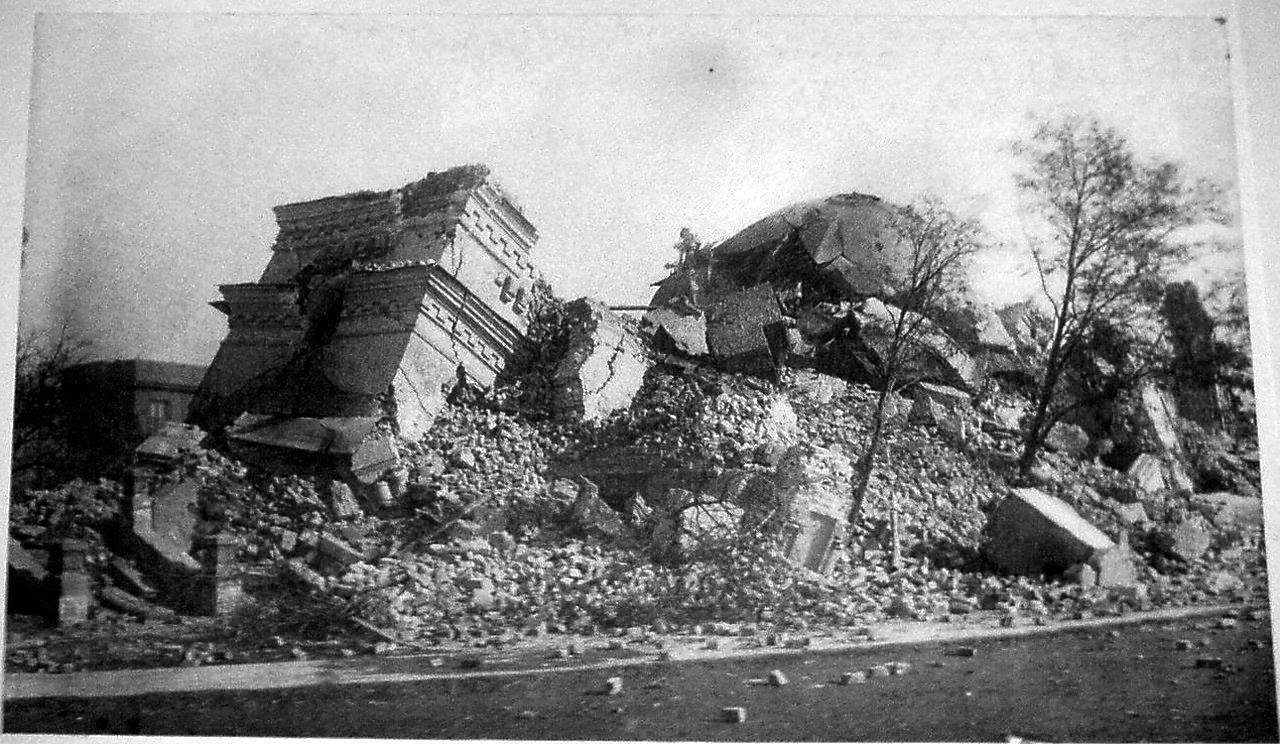
Развалины храма в 1933 году

## История восстановленного собора

### Строительство

Собор в 2008 году

12 февраля 1992 года Донецким городским советом было принято решение о выделении земельного участка и начале строительства собора на месте старого кладбища.

Новый собор было решено строить в ином виде, чем тот, который был до его разрушения. Место постройки нового собора не совпадает со старым.

Проектная организация: ГПИ «Донбассгражданпроект»

Главный архитектор: Ануфриенко В. В.

Генеральный подрядчик: трест «Донецкметаллургстрой»
27 февраля 1993 года епископ Донецкий и Славянский Ипполит (Хилько) освятил первый камень, заложенный в основание Спасо-Преображенского собора. Рядом с местом строительства собора был возведён небольшой деревянный храм во имя преподобного Сергия Радонежского, освящённый в 1994 году, где ежедневно стали проводиться богослужения и вокруг которого начала формироваться православная община.
Строительство собора начато в 1997 году, а открытие его для верующих планировалось в 2006 году.
В Спасо-Преображенском кафедральном соборе размещается четыре престола. Освящались они поочередно, по мере завершения этапов строительства и внутренней отделки.
В октябре 2004 года митрополит Донецкий и Мариупольский Иларион (Шукало) в ещё строящемся соборе совершил чин освящения нижнего храма в честь преподобного Сергия Радонежского. Через некоторое время храм был расписан художниками Владимиром Теличко и Геннадием Жуковым в византийском стиле, а для икон изготовлены оригинальные резные киоты.

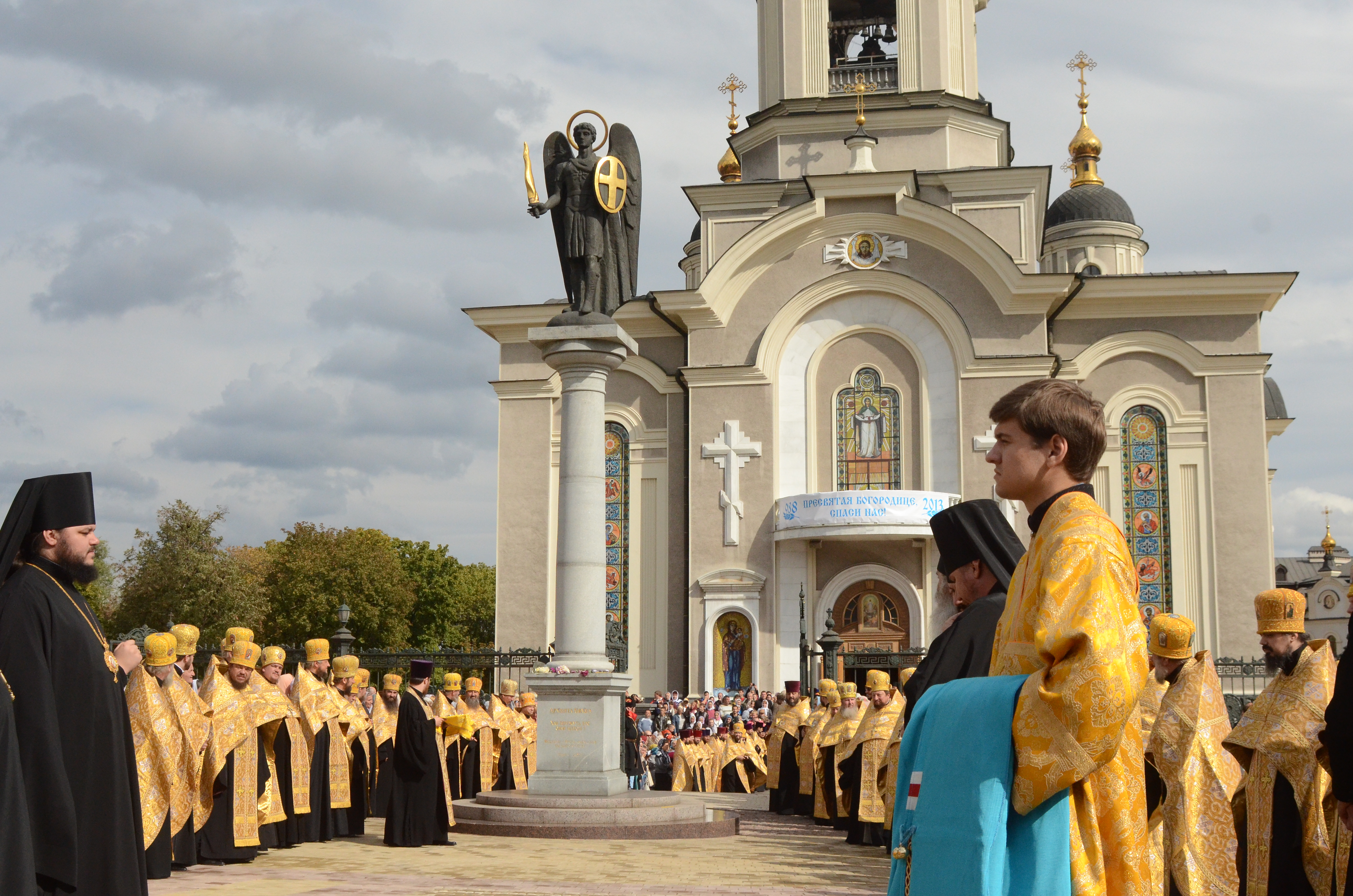
Освящение бронзовая статуи Архистратига Михаила, 2013 год

12 мая 2004 года митрополит Киевский и всея Украины Владимир (Сабодан) освятил колокола собора и вскоре звонница, отлитая мастерами литейного цеха Донецкого металлургического завода под руководством колокольных дел мастера Сергея Самойлова, была размещена на тридцатиметровой высоте соборной колокольни.
Первая пасхальная служба в соборе была совершена в 2007 году.
20 сентября 2008 года состоялось освящение митрополитом Донецким и Мариупольским Иларионом правого придела в честь мученика Виктора (день памяти 16 сентября (29 сентября)), пострадавшего за Христа в IV веке при императоре Диоклетиане. Чин освящения левого придела собора, посвящённого преподобному Илариону, схимнику Печерскому (день памяти 21 октября (3 ноября)), состоялся 4 июля 2009 года.
Торжественное освящение главного престола в честь Преображения Господнего состоялось 18 июля 2009 года при большом стечении духовенства и верующих.
29 июля 2009 года патриарх Московский и всея Руси Кирилл во время своего визита в Донецкую область совершил чин малого освящения Спасо-Преображенского кафедрального собора и возложил антиминс на главный престол.

### Архитектура и убранство

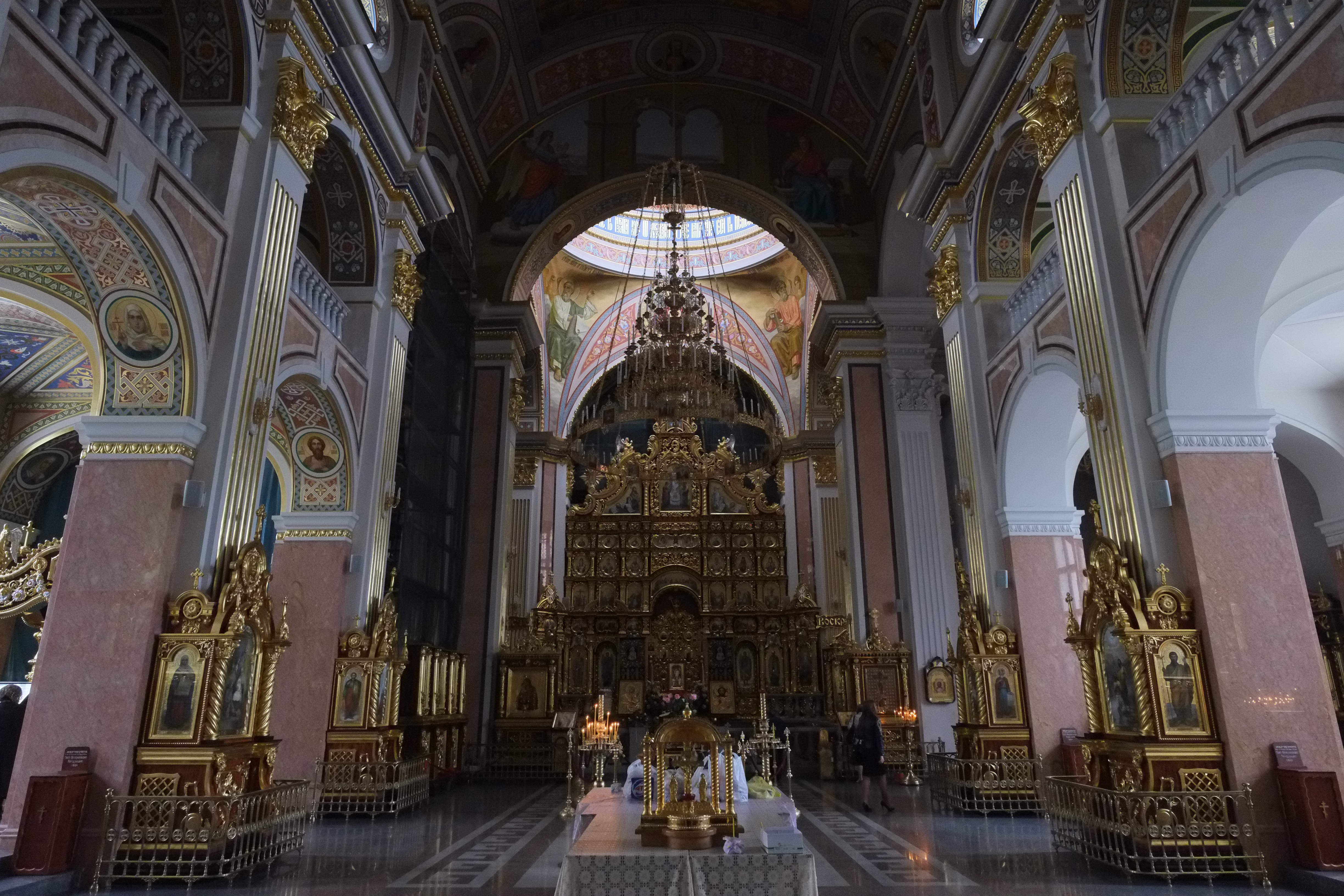
Внутреннее убранство

В архитектуре храма гармонично совмещены стилевые мотивы русского классицизма с элементами, присущими украинской архитектуре. В оформлении фасадов использованы фактурная штукатурка, гранитные и мраморные блоки. Главный и боковые входы собора украшают барельефные изображения крестов, а в нишах расположены мозаичные фигуры Спасителя, Богородицы и избранных святых.
Колокольня собора трехъярусная. На третьем ярусе, венчающемся продолговатым куполом со шпилем, установлены куранты, а ниже — колокола.

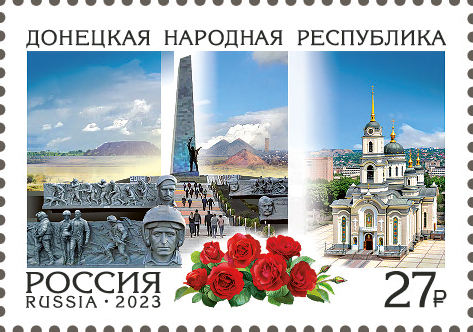
Спасо-Преображенский собор на почтовой марке России, посвящённой Донецкой Народной Республике

Главным украшением внутреннего убранства собора являются величественные резные вызолоченные иконостасы — центрального и в двух боковых приделов с живописными иконами. По проекту предполагается украсить собор монументальной настенной живописью (фресками).
Под церковным залом и папертью в цокольном этаже собора расположены читальный зал.
В 2002 году у входа в собор установлена подаренная киевскими властями бронзовая статуя Архистратига Михаила, ранее стоявшая на площади Независимости в Киеве.
По благословению митрополита Илариона роспись Спасо-Преображенского кафедрального собора выполняется в академическом стиле и полностью сочетается с барочными иконостасами и интерьером главного храма.

### Святыни
- икона Святителя Николая Чудотворца (XIX в.), подаренная президентом Украины Виктором Януковичем.
- старинный список Новодворской иконы Божией Матери (XIX в.), подаренный в 2009 г. патриархом Московским и всея Руси Кириллом.